# Jozef Čapkovič
Jozef Čapkovič (* 11. ledna 1948, Bratislava, Československo) je bývalý československý fotbalista slovenské národnosti, mistr Evropy z Bělehradu 1976. Jeho bratr-dvojče Ján Čapkovič byl též československým reprezentantem.

## Klubová kariéra
Začínal v klubu ČH Bratislava a od roku 1968 hrál spolu se svým bratrem ve Slovanu Bratislava. Se Slovanem se stal vítězem PVP v roce 1969 a mistrem Československa v letech 1970, 1974 a 1975. Nastoupil ve 268 ligových utkáních a dal 22 ligových gólů. V roce 1974 se stal vítězem Československého poháru.
Ve své době patřili mezi nejrychlejší hráče, Jozef dokázal zaběhnout 100 m za 10,8 s, jeho bratr Ján za 11 s.

## Ligová bilance
| Ročník                                   | Zápasy | Góly | Klub              |
| ---------------------------------------- | ------ | ---- | ----------------- |
| 1. československá fotbalová liga 1967/68 | 16     | 3    | Slovan Bratislava |
| 1. československá fotbalová liga 1968/69 | 22     | 4    | Slovan Bratislava |
| 1. československá fotbalová liga 1969/70 | 29     | 0    | Slovan Bratislava |
| 1. československá fotbalová liga 1970/71 | 29     | 2    | Slovan Bratislava |
| 1. československá fotbalová liga 1971/72 | 29     | 6    | Slovan Bratislava |
| 1. československá fotbalová liga 1972/73 | 28     | 1    | Slovan Bratislava |
| 1. československá fotbalová liga 1973/74 | 27     | 1    | Slovan Bratislava |
| 1. československá fotbalová liga 1974/75 | 25     | 4    | Slovan Bratislava |
| 1. československá fotbalová liga 1975/76 | 23     | 0    | Slovan Bratislava |
| 1. československá fotbalová liga 1976/77 | 22     | 1    | Slovan Bratislava |
| 1. československá fotbalová liga 1977/78 | 3      | 0    | Dukla Praha       |
| 1. československá fotbalová liga 1977/78 | 6      | 0    | Slovan Bratislava |
| 1. československá fotbalová liga 1978/79 | 10     | 0    | Slovan Bratislava |
| CELKEM                                   | 268    | 22   |                   |

## Reprezentační kariéra
V reprezentačním dresu debutoval 25. září 1974 v přátelském utkání s NDR. V roce 1976 se v Bělehradě stal mistrem Evropy. Poslední utkání v reprezentaci odehrál 21. září 1977 proti Skotsku. Se svým bratrem se v reprezentačním dresu na hřišti nepotkal, přestože se nabízela možnost v posledním reprezentačním zápase Jána 20. prosince 1974. Pokud by se stalo, mohli se stát prvními dvojčaty na světě v reprezentačním týmu. Toto prvenství nakonec získali bratři René a Willy van de Kerkhofové z Holandska. Celkem v reprezentaci odehrál 16 zápasů a nevstřelil žádný gól.

## Úspěchy
- mistr Evropy 1976 v jugoslávském Bělehradu
- vítěz Poháru vítězů pohárů 1969
- mistr Československa 1970, 1974 a 1975
- vítěz Československého poháru 1974
- vítěz Slovenského poháru 1970, 1972, 1974, 1976